# Варбліно
Варбліно (пол. Warblino, нім. Warbelin) — село в Польщі, у гміні Ґлувчиці Слупського повіту Поморського воєводства.
Населення — 146 осіб (2011).
У 1975-1998 роках село належало до Слупського воєводства.

## Демографія
Демографічна структура станом на 31 березня 2011 року:
|          | Загалом | Допрацездатний вік | Працездатний вік | Постпрацездатний вік |
| -------- | ------- | ------------------ | ---------------- | -------------------- |
| Чоловіки | 74      | 14                 | 55               | 5                    |
| Жінки    | 72      | 17                 | 41               | 14                   |
| Разом    | 146     | 31                 | 96               | 19                   |